# Acer tibetense
Acer tibetense là một loài thực vật có hoa trong họ Bồ hòn. Loài này được W.P.Fang mô tả khoa học đầu tiên năm 1939.